# Aderus populneus
Aderus populneus é uma espécie de Coleoptera|Coleoptera da família Aderidae. Foi descrita cientificamente por Christian Creutzer e Georg Wolfgang Franz Panzer em 1796. É a espécie-tipo de género Aderus e foi redescrita por Gompel e Barrau em 2002. Tem olhos grandes e antenas pubescentes, mede 1.5-2mm.

## Distribuição geográfica
Habita na América Setentrional (onde é uma espécie introduzida), Europa, Chipre e Ásia Central.